# Kostel Nejsvětější Trojice (Varín)
Kostel Nejsvětější Trojice je římskokatolický chrám, nacházející se v obci Varín v okrese Žilina. Farnost patří do žilinské diecéze.

## Dějiny
Dějiny Kostela Nejsvětější Trojice se začínají psát v roce 1200, kdy byla vybudována fara s kaplí, která byla zasvěcena sv. Kříži. Nicméně v dalších církevních dokumentech z roku 1233 se už vzpomíná nově postavený kostel, který byl zasvěcen Panně Marii. Důkazem tohoto je i obecní znak z roku 1416, kde se nachází Panna Marie s dítětem.
Součástí Varinské farnosti byly až do 17. století tyto obce: Terchová, Belá, Lysica, Lutiše, Vadičov Riečnica, Stráža, Dolní Tižina, Gbeľany, Nededza, Krasňany, Nezbudská Lúčka, Kotrčiná Lúčka, Teplička nad Váhom a Zástranie.
V druhé polovině 16. století se naplno projevila reformace i ve Varinské farnosti. Jelikož rodina Pongráczova přešla na stranu reformace, i poddaní museli přijmout náboženství zeměpána.
V 17. století protestanti přestavěli kostel a doplnili ho klenbami a Emporou, jak to bylo typické v evangelickém stylu.
Po smrti palatina Turzu se zeměpáni začali vracet zpět ke katolické víře, od roku 1673 byl Varinský kostel opět katolický.

### Klasicistní kaple
Součástí kostela je klasicistní kaple z roku 1727, kterou vybudovali na náklady patrona kostela Antona Pongráce. V kapli bylo vybudováno mauzoleum, jednolodní prostor. Má rovný závěr, který je zaklenut křížovými hřebínkovými klenbami. Nad portálem je oválná plocha s plastickým erbem rodiny Pongráců, na kterém je vyobrazen trojhran štítu se zuborezom.

### Oltář
Pozdně oltář pochází z roku 1769. Je upevněn přímo na stěně s vysokým reliéfem polychromované dřevořezby Nejsvětější Trojice a Nanebevzetí Panny Marie v oblacích.

### Křtitelnice
Patří mezi nejstarší předměty v kostele. Její spodní část pochází z 13. století a kamenný nástavec je z roku 1580 s vyrytým německým nápisem.

### Děkanát
Varinský děkanát je jeden z deseti, které jsou zřízeny v nově založené Žilinské diecézi. Do děkanátu patří farnosti Varín, Terchová, Belá, Lutiše, Dolná Tižina, Teplička nad Váhom, Strečno, Brodno a Divina.